# Мільфіорі
Мільфіо́рі (італ. Millefiori) —  це склодувна техніка, яка виготовляє скляні вироби із декоративними візерунками.

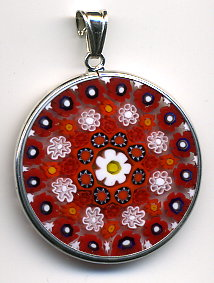
Підвіска мільфіорі

Термін «мільфіорі» утворений поєднанням італійських слів mille — тисяча і fiori — квіти. Апслі Пеллат (у своїй книзі "Curiosities of Glass Making") був першим, хто використав термін "millefiori" , який з'явився в Оксфордському словнику в 1849 році. Хоча використання цієї техніки здійснювалось задовго до виникнення терміна мільфіорі, тепер він часто асоціюється з венеційським склом, хоча технології виникли паралельно.
Останнім часом техніку мільфіорі застосовують для полімерних глин та інших матеріалів. Оскільки полімерна глина є гнучкішим матеріалом, який не потребує нагрівання і повторних нагрівань для роботи з ним, на відміну від скла, то виробництво мільфіорі з полімерної глини є простішим процесом.

## Історія мільфіорі
Виготовлення мозаїчних намистин можна простежити аж до давньої римської, фінікійської та олександрійської доби. Скляні палички виготовлені в Італії, знаходили в археологічних розкопках датованих VIII століттям в Ірландії також тонкі зрізи мільфіорі було використано в Англо-Саксонських прикрасах VII століття із Саттон-Ху.

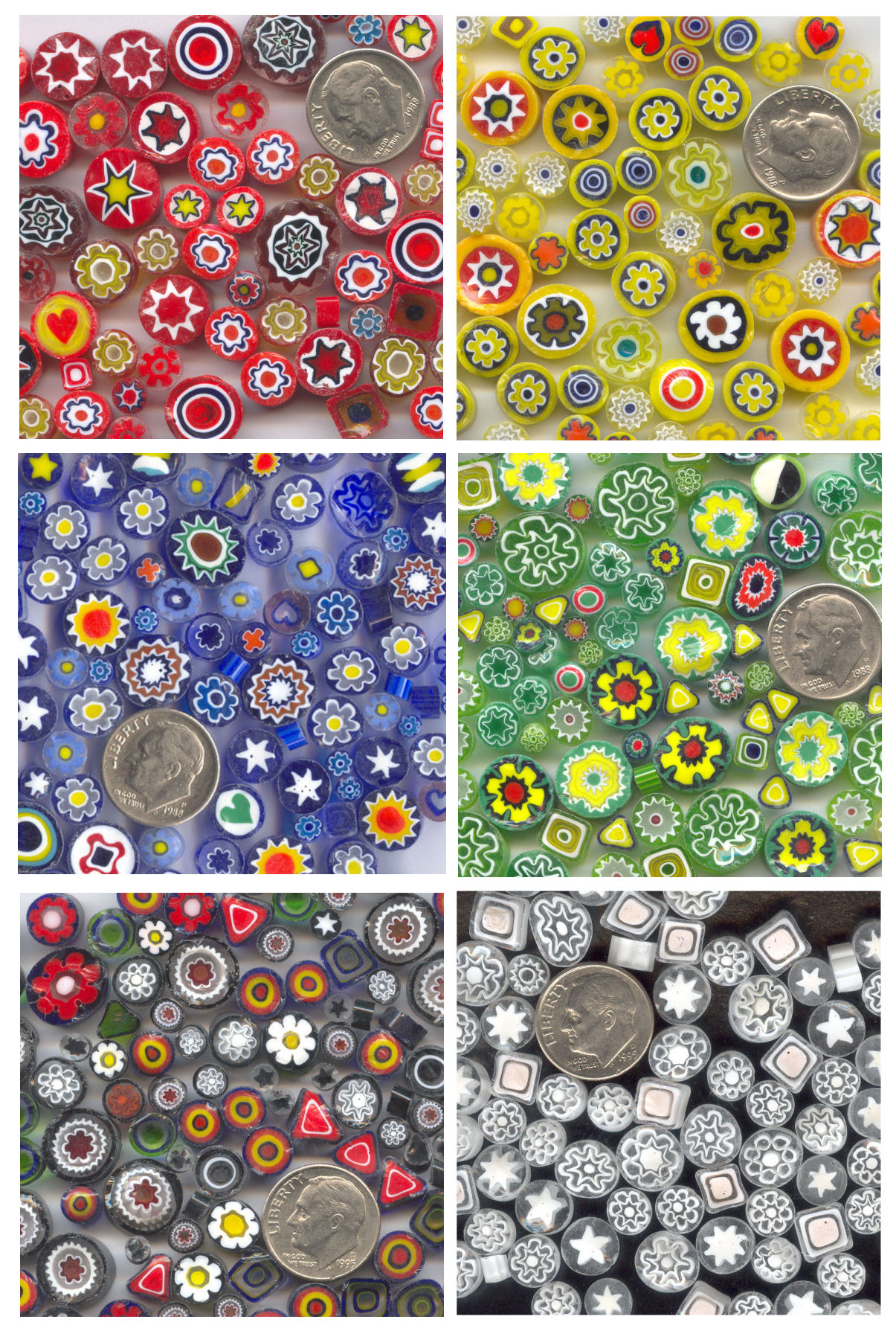
Мільфіорі за кольоровою гаммою

Технологія створення мільфіорі була втрачена і повторно відроджена у XIX столітті муранськими майстрами. Упродовж кількох років перевідкриття, фабрики в Італії, Франції та Англії виготовляли палички мільфіорі, які в подальшому використовувались для виготовлення різноманітних виробів особливо декоративних прес-пап'є.
До XV століття, склодуви Мурано виготовляли намисто із Розетських паличок. Розетські палички виготовлялись нашаруванням деякої кількості шарів скла різного кольору і формувались у довгі ковбаски розтягуванням мякого скла з обох кінців до досягнення потрібної товщини. Після охолодження і затвердіння їх розрізали на короткі сегменти у вигляді паличок для подальшої обробки. Далі палички розрізались на окремі намистини із комбінації яких і створювалось намисто.

## Створення мільфіорі
Технологія виготовлення мільфіорі полягає у виготовленні довгих тонких паличок, що являють собою сукупність різнокольорових шматків скла зліплених у певній формі (наприклад: квітка ромашки формується із шматка жовтого скла посередині і певної кількості шматків білого скла довкола). Далі форму розтягують до отримання необхідної товщини і розрізають на шматки. Таким чином створюються різні моделі і елементи вигляд яких можна побачити лише на зрізі. Для створення виробів з мільфіорі різні форми комбінують із уже виготовлених паличок і спаюють разом. Таким чином формується необхідний візерунок.

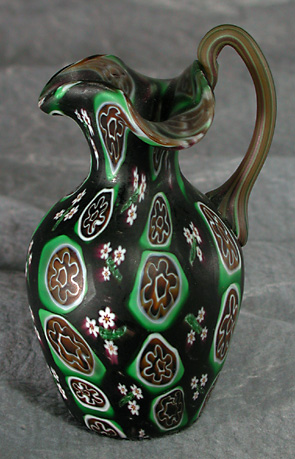
Ваза мільфіорі
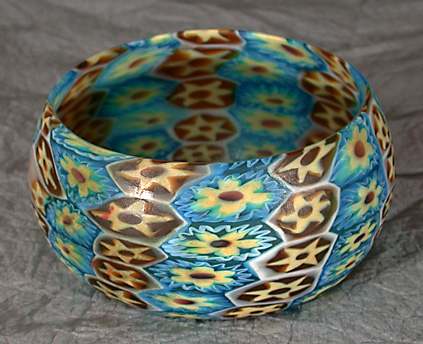
Браслет мільфіорі
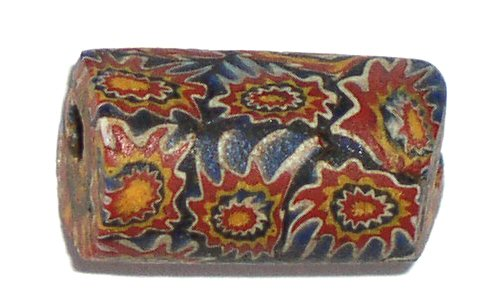
Римська намистина
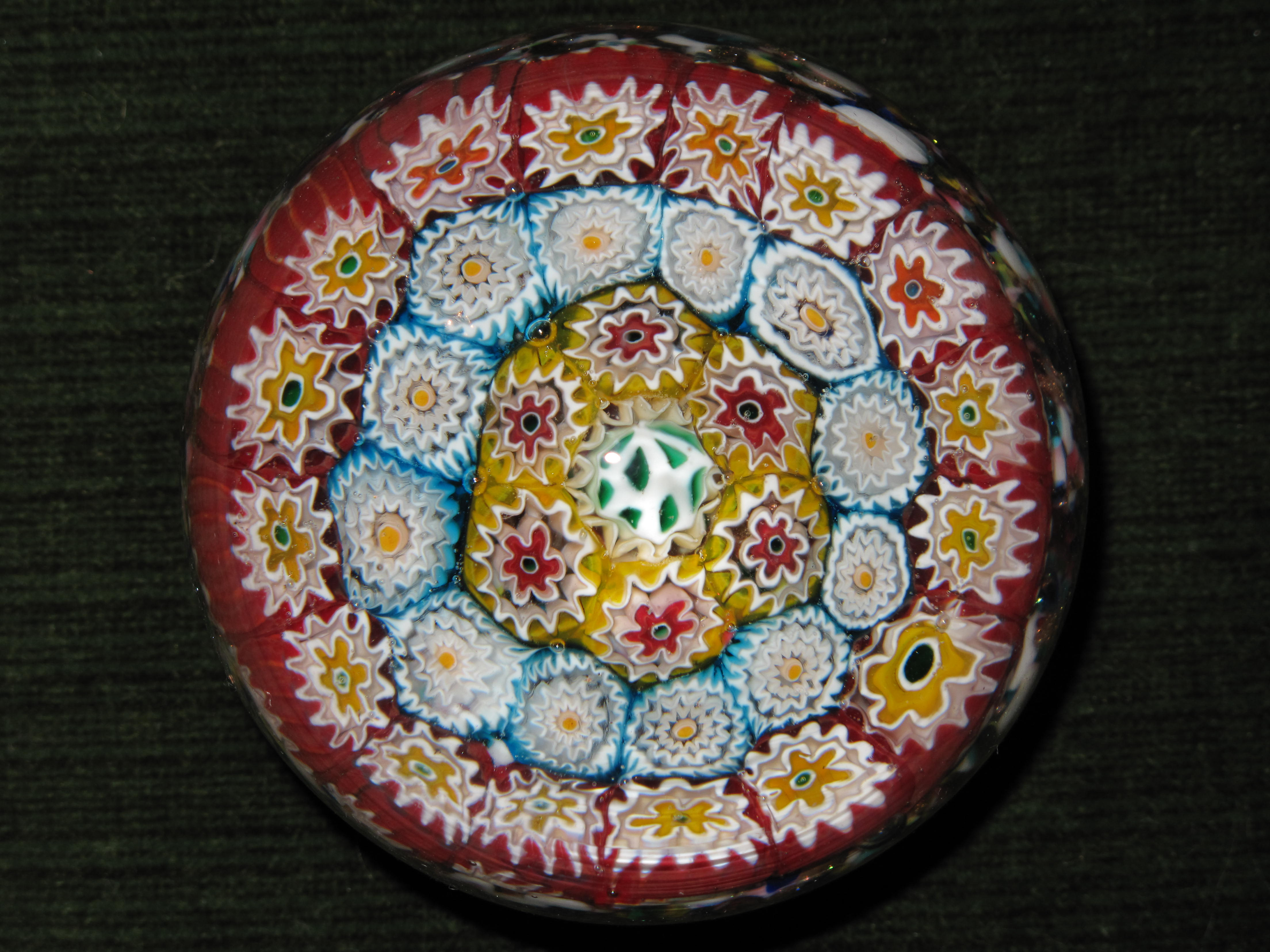
Прес-пап'є мільфіорі
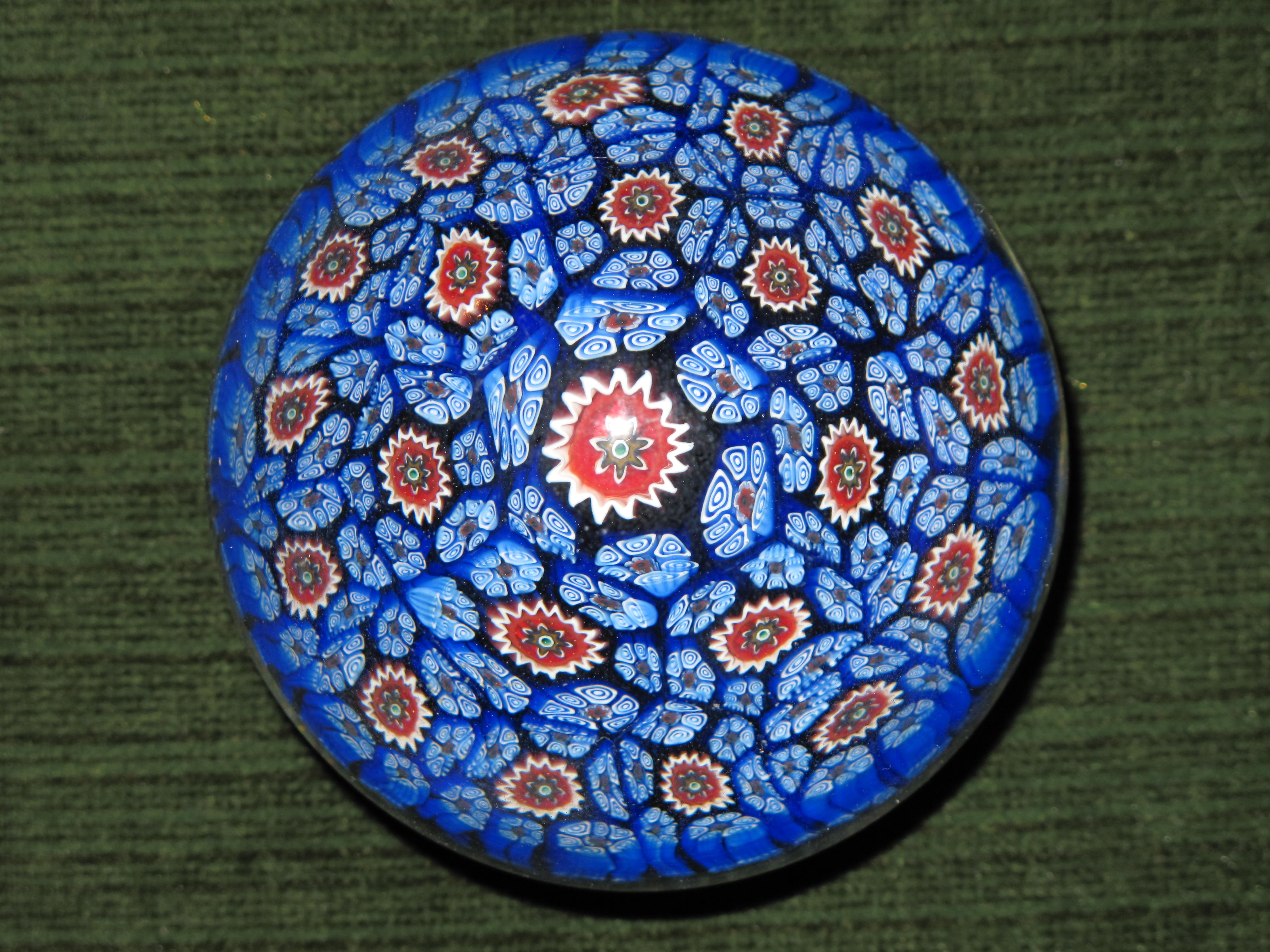
Прес-пап'є мільфіорі
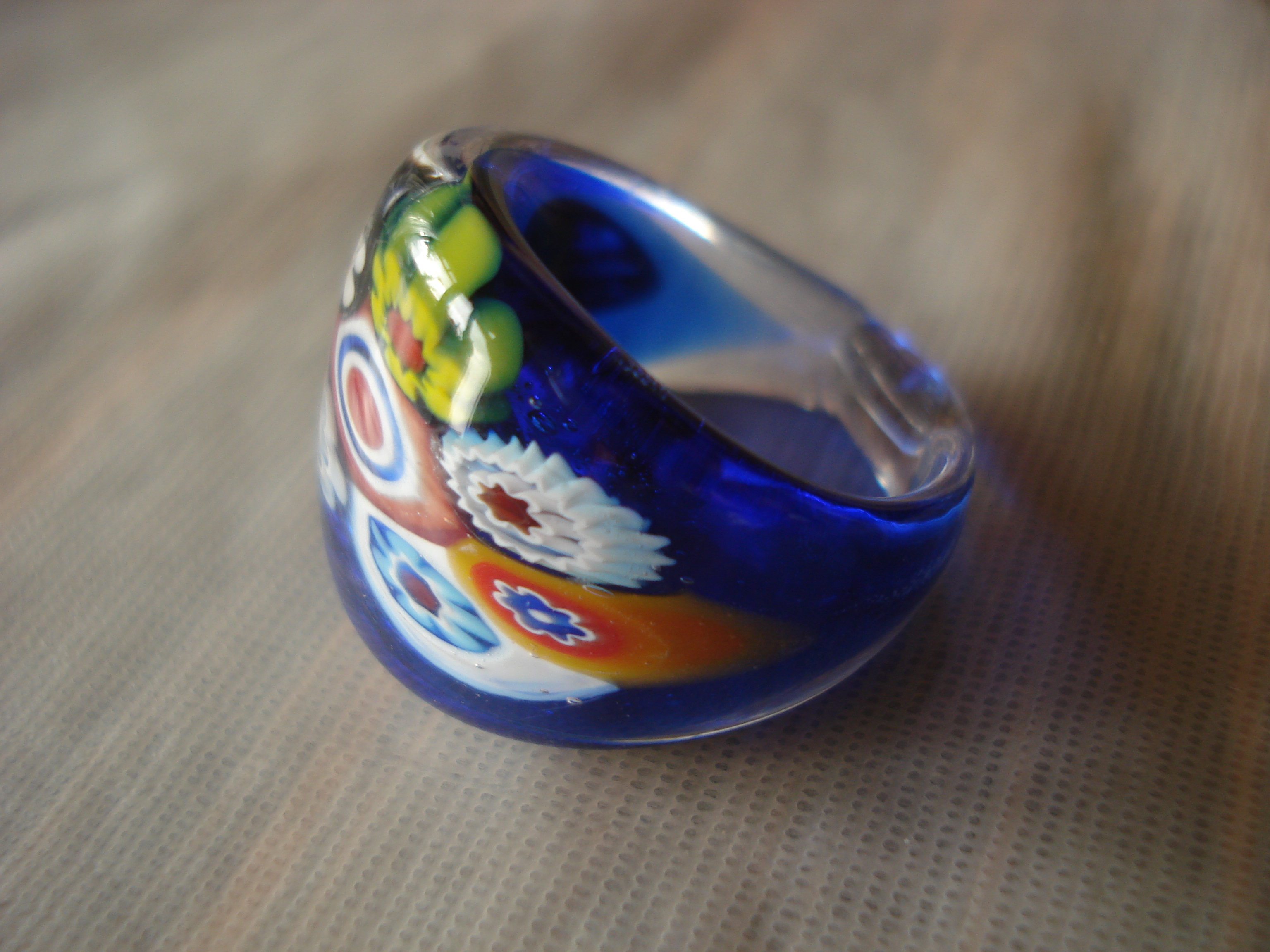
Перстень мільфіорі